# Generador de plantillas
El Generador de Plantillas o Software Generador de Plantillas es una herramienta para desarrollar páginas web, correos electrónicos y plantillas para documentos sin tener que hacer el formato manualmente o escribir lenguaje mediante códigos de programación. Esta herramienta proporciona una interfaz gráfica del usuario GUI (en inglés graphical user interface) para fines de diseño y produce una fuente de código o formato estructurado para páginas web, correos electrónicos o documentos.

## Categorías de Generadores de Plantillas
Hay dos tipos de Generadores de Plantillas: en línea y de escritorio.

### Generador de Plantillas en línea
Los Generadores de Plantillas en línea permiten a los usuarios diseñar plantillas sin la necesidad de descargar alguna herramienta en sus computadoras personales. Los usuarios deben estar en línea y crear una cuenta para empezar a utilizar un Generador de Plantillas en línea. Los usuarios deben entrar en su cuenta cada vez que utilicen la herramienta.

### Generador de Plantillas para escritorio
Los Generadores de Plantillas para escritorio, a diferencia de los en línea, tiene que ser descargado en la computadora del usuario. No hay necesidad de crear una cuenta y entrar antes de utilizar la herramienta.

## Generador de Plantillas por Tema CMS
El Generador de Plantillas por Temas CMS (Sistema de gestión de contenidos), son plantillas especialmente diseñadas para el uso de creación de páginas web en sistemas de administración de contenido. Las plantillas CMS se pueden categorizar de acuerdo al número de CMS disponibles. De acuerdo con esto, hay varios generadores que usualmente producen temas o plantillas para CMS particulares. Las cuatro más importantes son:
- WordPress: La página web diseña plantillas desarrolladas para sitios web basados en WordPress.
- Joomla: Plantillas desarrolladas para los sitios web de Joomla.
- Magento: Plantillas desarrolladas para los sitios web de Magento.

## Sitios web de Generadores de Plantillas
Plantillas para diferentes contenidos de administración de contenidos y correos electrónicos. Estos Generadores de Plantillas son ampliamente utilizados y revisados por desarrolladores de sitios Web y diseñadores Web.
- Rare.io
- WP Theme generator
- Ultimatum
- Creative template designer
- iTheme builder
- klaviyo
- Headway
- Creative Template Designer
- Template Creator
- CMSbots.com
- Lubith[5]